# Barro (Ceará)
Barro é um município brasileiro do estado do Ceará. Antigo distrito de Milagres, é cortado pela BR-116, uma das mais importantes do Brasil. Segundo o IBGE, em 2022 sua população era estimada em 19.381 habitantes.

## Etimologia
O topônimo Barro é uma alusão à fazenda Barro. Sua denominação original é Barro, sem  modificações no decorrer dos tempos.

## História
As terras localizada entre às margens do riacho do Cumbe e o rio das Cuncas, eram habitadas pelos índios Kariri, antes da chegada das entradas no interior brasileiro durante o século XVII.
Os integrantes das entradas, militares e religiosos, mantiveram os primeiros contatos com os nativos, estudaram todas as regiões do Cariri, catequizaram os indígenas e os ajuntaram em aldeamentos ou missões.
Os resultados destes contatos e descobrimentos desencadearam notícias que na região tinha ouro em abundância e em  seguida desencadeou-se uma verdadeira corrida para os sertões brasileiros, onde famílias oriundas de Portugal, sonhando com as riquezas de terras inexploradas e com a esperança de encontrar o minério, que as levariam a aumentar o seu patrimônio material, além de aumentar o seu prestigio pessoal com a corte portuguesa.
A busca do metal precioso, nas ribanceiras do Rio Salgado, trouxe para a região do Sertão do Cariri, a colonização e com consequência a doação de sesmarias, o que permitiu o surgimento de lugarejos e vilas.
Deste contexto surge Barro, um núcleo urbano que cresce ao redor da fazenda Barro, que na época do cangaço desempenha um papel importante.

## Política
A administração municipal localiza-se na sede: Barro.

## Geografia

### Subdivisão
O município tem nove distritos: Barro (sede), Brejinho, Cuncas, Engenho Velho, Iara, Monte Alegre, Santo Antônio, Serrota e Riachão. Sendo o distrito de Cuncas o distrito mais desenvolvido e com maior número de habitantes.

### Clima
O município está incluído na área geográfica de abrangência do semiárido brasileiro, definida pelo Ministério da Integração Nacional em 2005. Esta delimitação tem como critérios o índice pluviométrico, o índice de aridez e o risco de seca.
| Dados climatológicos para Barro | Dados climatológicos para Barro | Dados climatológicos para Barro | Dados climatológicos para Barro | Dados climatológicos para Barro | Dados climatológicos para Barro | Dados climatológicos para Barro | Dados climatológicos para Barro | Dados climatológicos para Barro | Dados climatológicos para Barro | Dados climatológicos para Barro | Dados climatológicos para Barro | Dados climatológicos para Barro | Dados climatológicos para Barro |
| Mês                             | Jan                             | Fev                             | Mar                             | Abr                             | Mai                             | Jun                             | Jul                             | Ago                             | Set                             | Out                             | Nov                             | Dez                             | Ano                             |
| ------------------------------- | ------------------------------- | ------------------------------- | ------------------------------- | ------------------------------- | ------------------------------- | ------------------------------- | ------------------------------- | ------------------------------- | ------------------------------- | ------------------------------- | ------------------------------- | ------------------------------- | ------------------------------- |
| Temperatura máxima média (°C)   | 31,8                            | 30,8                            | 29,8                            | 29,2                            | 28,7                            | 28,6                            | 28,9                            | 30,1                            | 31,5                            | 32,5                            | 32,6                            | 32,5                            | 30,6                            |
| Temperatura média (°C)          | 26,6                            | 26                              | 25,4                            | 24,9                            | 24,2                            | 23,7                            | 23,6                            | 24,3                            | 25,5                            | 26,4                            | 26,8                            | 26,9                            | 25,4                            |
| Temperatura mínima média (°C)   | 21,4                            | 21,2                            | 21                              | 20,7                            | 19,8                            | 18,8                            | 18,3                            | 18,6                            | 19,6                            | 20,4                            | 21                              | 21,4                            | 20,2                            |
| Precipitação (mm)               | 121                             | 177                             | 224                             | 174                             | 55                              | 29                              | 15                              | 5                               | 8                               | 14                              | 23                              | 51                              | 896                             |
| Fonte: Climate Data.            |                                 |                                 |                                 |                                 |                                 |                                 |                                 |                                 |                                 |                                 |                                 |                                 |                                 |

### Hidrografia e recursos hídricos
O município é bem dotado de recursos hídricos de rios (Cuncas) e riachos (dos Antas, dos Cavalos, Cumbe e outros), deságuam no Rio Salgado. No vale do Rio das Cuncas, localiza-se o maior reservatório de água o Açude Prazeres, com capacidade de 32,000,000 m³.

### Relevo e solos
Situado ao lado sudoeste da Chapada do Araripe, possui dois tipos principais de solo: latossolo e sedimentar.As principais elevações são: serras: Serra do Araripe.
Já a bacia sedimentar se caracteriza por formar aquíferos, existem várias fontes de água espalhadas por toda a área da chapada. Suas principais elevações são a serra do Ouricuri e o serrote Cachimbo.

### Vegetação
A vegetação é bastante diversificada, apresentando domínios de cerradão, caatinga e cerrado.

### Sítio Queimadas
Localizado na zona rural do município, o sítio Queimadas fica próximo da divisa com o Estado da Paraíba. Possui pequenos comércios, grandes açudes e tem como forte característica a pecuária e a agricultura. Caracteriza-se também pelas belezas naturais, demonstrando todo o charme da caatinga e a simpatia e receptividade do povo barrense.
Tem a família Alexandre como referência na povoação da região, praticamente todos os moradores são parentes, têm algum grau de parentesco ou vínculo interpessoal com a família. O patriarca foi Otacílio Alexandre, um grande comerciante, um religioso de muita fé que construiu em vida uma capela para sua comunidade rural, realizando um grande sonho. Teve 13 filhos com Jovelina, carinhosamente conhecida como Dona Santina que ficou viúva e viveu até seus 91 anos com muita vitalidade. Uma mulher forte, guerreira e devota de Nossa Senhora, era uma mãe dedicada e sempre preocupada com seus filhos!

## Economia
Sua renda está voltada para a agricultura, principalmente para o cultivo do milho, feijão, algodão e frutas tropicais. Pecuária e ainda 12 indústrias: uma de perfumaria, sabão e vela, uma de vestuário, calçados e artigos de tecidos, peles e couro, uma têxtil, duas de madeira, uma de produtos minerais não metálicos, uma de química, uma metalúrgica, uma de produtos alimentares e uma de serviços de construção.
O turismo religioso está em crescente na cidade. Com a criação do Santuário da Divina Misericórdia em 7 de abril de 2013, com a presença de mais de seis mil fiéis de diferentes estados, o município entra de vez no roteiro turístico religioso brasileiro.
Barro é a cidade natal da empresária Sylvia Design, nacionalmente famosa por sua rede de lojas de utilidades domésticas.

## Cultura

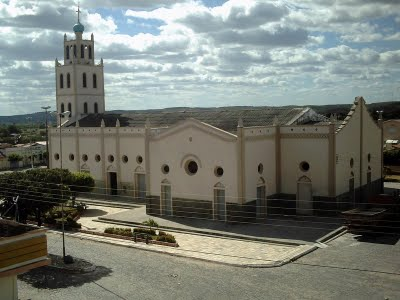
vista da igreja matriz

O principal evento cultural é festa do padroeiro Santo Antônio (13.06); Carnaval de rua; Vaquejada, Cavalgada, Semana do Município, Festa do padroeiro São Sebastião em Cuncas que é a maior festa do município onde existe há mais de 150 anos.